# Mały buntownik
Mały buntownik (ang. The Littlest Rebel) – amerykański dramat muzyczny z 1935 roku w reżyserii Davida Butlera na podst. sztuki Edwarda Peple o tym samym tytule i skupia się na cierpieniach rodziny właścicieli plantacji podczas wojny secesyjnej. W filmie występują Shirley Temple, John Boles i Karen Morley jako rodzina z plantacji, Bill Robinson jako ich niewolnik oraz Jack Holt jako oficer Unii.
Film był drugim z czterech filmów, gdzie Temple i Robinson grali w duecie. Film został dobrze przyjęty i wraz z innym filmem Temple Curly Top, został wymieniony przez Variety jako jeden z najbardziej kasowych wyników kasowych 1935 roku. Film był udostępniony na VHS i DVD zarówno w wersji czarno-białej, jak i pokolorowanej.

## Obsada
- Shirley Temple jako Virgie Cary
- John Boles jako Herbert Cary
- Jack Holt jako pułkownik Morrison
- Karen Morley jako pani Cary
- Bill Robinson jako wujek Billy
- Guinn Williams jako sierżant Dudley
- Frank McGlynn Sr. jako prezydent Abraham Lincoln

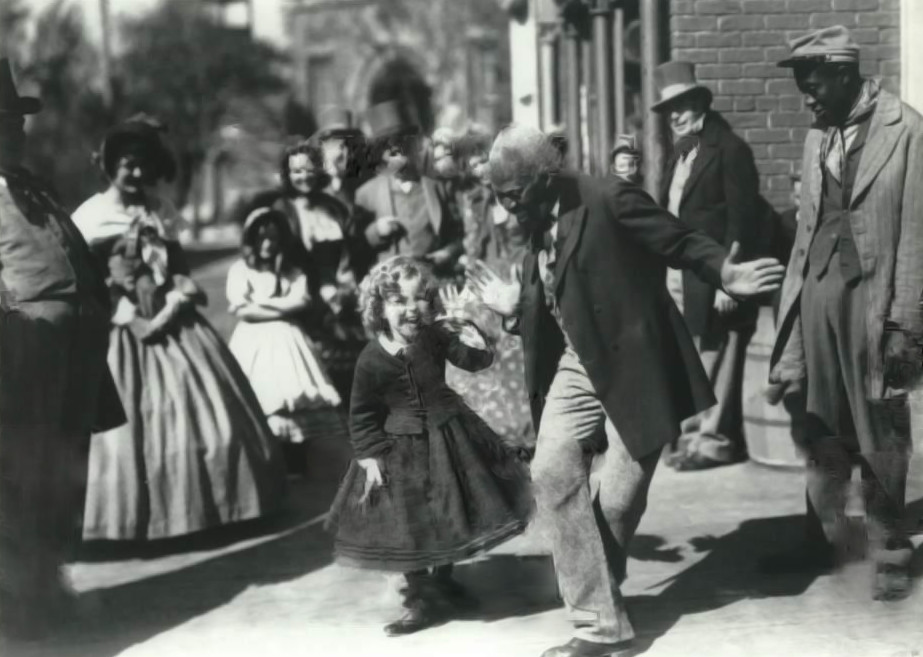
Shirley Temple i Bill Robinson wykonują uliczny taniec

- Willie Best jako James Henry
- Bessie Lyle jako Mammy Rosabelle
- Hannah Washington jako Sally Ann
- Karl Hackett jako John Hay
- Jack Mower jako por. Hart